# Coppa del mondo CONIFA 2014
La Coppa del mondo CONIFA 2014 (inglese: 2014 CONIFA World Football Cup) è stata la 1ª edizione della Coppa del mondo CONIFA organizzata dalla CONIFA, federazione internazionale di calcio fondata nel 2013 alla quale sono affiliate squadre che rappresentano le nazioni, le dipendenze, gli Stati senza un riconoscimento internazionale, le minoranze etniche, i popoli senza Stato, le regioni e le micronazioni non affiliate alla FIFA, e si è svolta dal 1 giugno all'8 giugno 2014
Il torneo è stato vinto dalla Contea di Nizza. Ellan Vannin è arrivato secondo nella competizione.

## Partecipanti
| Squadra          | Continente |
| ---------------- | ---------- |
| Abcasia          | Europa     |
| Aramea           | Asia       |
| Contea di Nizza  | Europa     |
| Darfur           | Africa     |
| Ellan Vannin     | Europa     |
| Kurdistan        | Asia       |
| Lapponia         | Europa     |
| Nagorno Karabakh | Europa     |
| Occitania        | Europa     |
| Ossezia del Sud  | Europa     |
| Padania          | Europa     |
| Tamil Eelam      | Asia       |

## Infrastrutture

### Stadi
Nel maggio 2013, la CONIFA ha annunciato che la Lapponia è stata scelta per ospitare l'edizione inaugurale della Coppa del mondo CONIFA a Östersund, in Svezia. Era un torneo a invito giocato tra l'1 e l'8 giugno 2014, con tutte le partite che si sono svolte nella Jämtkraft Arena che ha una capacità di 6 626 posti.
| Östersund                                           |
| --------------------------------------------------- |
| Jämtkraft Arena                                     |
| Coordinate geografiche: 63°11′41.47″N 14°39′21.05″E |
| Capienza: 6 626                                     |
|                                                     |

## Risultati

### Fase a gironi

#### Gruppo A
| Pos | Squadra     | G | V | N | P | GF | GS | DG  | Pt | Risultato                             |
| --- | ----------- | - | - | - | - | -- | -- | --- | -- | ------------------------------------- |
| 1   | Aramea      | 2 | 2 | 0 | 0 | 4  | 1  | +3  | 6  | Qualificate alla fase successiva      |
| 2   | Kurdistan   | 2 | 1 | 0 | 1 | 10 | 2  | +8  | 3  | Qualificate alla fase successiva      |
| 3   | Tamil Eelam | 2 | 0 | 0 | 2 | 0  | 11 | −11 | 0  | Qualificata al torneo per il 9º posto |

| Östersund 1º giugno 2014 | Kurdistan | 1 – 2 | Aramea | Jämtkraft Arena |

| Östersund 2 giugno 2014 | Tamil Eelam | 0 – 2 | Aramea | Jämtkraft Arena |

| Östersund 3 giugno 2014 | Tamil Eelam | 0 – 9 | Kurdistan | Jämtkraft Arena |

#### Gruppo B
| Pos | Squadra      | G | V | N | P | GF | GS | DG | Pt | Risultato                             |
| --- | ------------ | - | - | - | - | -- | -- | -- | -- | ------------------------------------- |
| 1   | Abcasia      | 2 | 1 | 1 | 0 | 3  | 2  | +1 | 4  | Qualificate alla fase successiva      |
| 2   | Occitania    | 2 | 1 | 1 | 0 | 2  | 1  | +1 | 4  | Qualificate alla fase successiva      |
| 3   | Lapponia (H) | 2 | 0 | 0 | 2 | 1  | 3  | −2 | 0  | Qualificata al torneo per il 9º posto |

| Östersund 1º giugno 2014 | Abcasia | 1 – 1 | Occitania | Jämtkraft Arena |

| Östersund 2 giugno 2014 | Abcasia | 2 – 1 | Lapponia | Jämtkraft Arena |

| Östersund 3 giugno 2014 | Occitania | 1 – 0 | Lapponia | Jämtkraft Arena |

#### Gruppo C
| Pos | Squadra         | G | V | N | P | GF | GS | DG  | Pt | Risultato                             |
| --- | --------------- | - | - | - | - | -- | -- | --- | -- | ------------------------------------- |
| 1   | Padania         | 2 | 2 | 0 | 0 | 23 | 1  | +22 | 6  | Qualificate alla fase successiva      |
| 2   | Ossezia del Sud | 2 | 1 | 0 | 1 | 20 | 3  | +17 | 3  | Qualificate alla fase successiva      |
| 3   | Darfur          | 2 | 0 | 0 | 2 | 0  | 39 | −39 | 0  | Qualificata al torneo per il 9º posto |

| Östersund 1º giugno 2014 | Darfur | 0 – 20 | Padania | Jämtkraft Arena |

| Östersund 2 giugno 2014 | Darfur | 0 – 19 | Ossezia del Sud | Jämtkraft Arena |

| Östersund 3 giugno 2014 | Ossezia del Sud | 1 – 3 | Padania | Jämtkraft Arena |

#### Gruppo D
| Pos | Squadra          | G | V | N | P | GF | GS | DG | Pt | Risultato                             |
| --- | ---------------- | - | - | - | - | -- | -- | -- | -- | ------------------------------------- |
| 1   | Ellan Vannin     | 2 | 2 | 0 | 0 | 7  | 4  | +3 | 6  | Qualificate alla fase successiva      |
| 2   | Contea di Nizza  | 2 | 1 | 0 | 1 | 3  | 4  | −1 | 3  | Qualificate alla fase successiva      |
| 3   | Nagorno Karabakh | 2 | 0 | 0 | 2 | 2  | 4  | −2 | 0  | Qualificata al torneo per il 9º posto |

| Östersund 1º giugno 2014 | Ellan Vannin | 3 – 2 | Nagorno Karabakh | Jämtkraft Arena |

| Östersund 2 giugno 2014 | Ellan Vannin | 4 – 2 | Contea di Nizza | Jämtkraft Arena |

| Östersund 3 giugno 2014 | Nagorno Karabakh | 0 – 1 | Contea di Nizza | Jämtkraft Arena |

### Fase a eliminazione diretta

#### Tabellone principale
|  | Quarti di finale      | Quarti di finale      | Quarti di finale |                 |                       | Semifinali            | Semifinali | Semifinali |                 |                 | Finale          | Finale          | Finale |  |
|  |                       |                       |                  |                 |                       |                       |            |            |                 |                 |                 |                 |        |  |
|  | Padania               | Padania               | 1                |                 |                       |                       |            |            |                 |                 |                 |                 |        |  |
|  | Padania               | Padania               | 1                |                 |                       |                       |            |            |                 |                 |                 |                 |        |  |
|  | Contea di Nizza       | Contea di Nizza       | 2                |                 |                       |                       |            |            |                 |                 |                 |                 |        |  |
|  | Contea di Nizza       | Contea di Nizza       | 2                |                 | Contea di Nizza       | Contea di Nizza       | 3          |            |                 |                 |                 |                 |        |  |
|  |                       |                       |                  |                 | Contea di Nizza       | Contea di Nizza       | 3          |            |                 |                 |                 |                 |        |  |
|  |                       |                       | Ossezia del Sud  | Ossezia del Sud | 0                     |                       |            |            |                 |                 |                 |                 |        |  |
|  | Abcasia               | Abcasia               | Ossezia del Sud  | Ossezia del Sud | 0                     | 0 (0)                 |            |            |                 |                 |                 |                 |        |  |
|  | Abcasia               | Abcasia               |                  |                 |                       |                       |            |            |                 |                 |                 |                 |        |  |
|  | Ossezia del Sud (dtr) | Ossezia del Sud (dtr) | 0 (2)            |                 |                       |                       |            |            |                 |                 |                 |                 |        |  |
|  | Ossezia del Sud (dtr) | Ossezia del Sud (dtr) | 0 (2)            |                 | Contea di Nizza (dtr) | Contea di Nizza (dtr) | 0 (5)      |            |                 |                 |                 |                 |        |  |
|  |                       |                       |                  |                 |                       |                       |            |            |                 |                 |                 |                 |        |  |
|  |                       |                       | Ellan Vannin     | Ellan Vannin    | 0 (3)                 |                       |            |            |                 |                 |                 |                 |        |  |
|  | Aramea (dtr)          | Aramea (dtr)          | Ellan Vannin     | Ellan Vannin    | 0 (3)                 | 0 (7)                 |            |            |                 |                 |                 |                 |        |  |
|  | Aramea (dtr)          | Aramea (dtr)          |                  |                 |                       | 0 (7)                 |            |            |                 |                 |                 |                 |        |  |
|  | Occitania             | Occitania             | 0 (6)            |                 |                       |                       |            |            |                 |                 |                 |                 |        |  |
|  | Occitania             | Occitania             | 0 (6)            |                 | Aramea                | Aramea                | 1          |            |                 | Finale 3º posto | Finale 3º posto | Finale 3º posto |        |  |
|  |                       |                       |                  |                 | Aramea                | Aramea                | 1          |            |                 |                 |                 |                 |        |  |
|  |                       |                       | Ellan Vannin     | Ellan Vannin    | 4                     |                       |            |            |                 |                 |                 |                 |        |  |
|  | Ellan Vannin (dtr)    | Ellan Vannin (dtr)    | Ellan Vannin     | Ellan Vannin    | 4                     | 1 (4)                 |            |            | Ossezia del Sud | Ossezia del Sud | 1               |                 |        |  |
|  | Ellan Vannin (dtr)    | Ellan Vannin (dtr)    |                  |                 |                       |                       |            |            | Ossezia del Sud | Ossezia del Sud | 1               |                 |        |  |
|  | Kurdistan             | Kurdistan             | 1 (2)            |                 |                       | Aramea                | Aramea     | 4          |                 |                 |                 |                 |        |  |

#### Torneo 5º posto
|  | Semifinali 5º-8º posto | Semifinali 5º-8º posto | Semifinali 5º-8º posto |           |               | Finale 5º posto | Finale 5º posto | Finale 5º posto |  |
|  |                        |                        |                        |           |               |                 |                 |                 |  |
|  | Padania (dtr)          | Padania (dtr)          | 3 (4)                  |           |               |                 |                 |                 |  |
|  | Padania (dtr)          | Padania (dtr)          | 3 (4)                  |           |               |                 |                 |                 |  |
|  | Abcasia                | Abcasia                | 3 (2)                  |           |               |                 |                 |                 |  |
|  | Abcasia                | Abcasia                | 3 (2)                  |           | Padania (dtr) | Padania (dtr)   | 1 (4)           |                 |  |
|  |                        |                        |                        |           | Padania (dtr) | Padania (dtr)   | 1 (4)           |                 |  |
|  |                        |                        | Kurdistan              | Kurdistan | 1 (3)         |                 |                 |                 |  |
|  | Occitania              | Occitania              | Kurdistan              | Kurdistan | 1 (3)         | 2 (4)           |                 |                 |  |
|  | Occitania              | Occitania              |                        |           |               | 2 (4)           |                 |                 |  |
|  | Kurdistan (dtr)        | Kurdistan (dtr)        | 2 (5)                  |           |               | Finale 7º posto | Finale 7º posto | Finale 7º posto |  |
|  | Kurdistan (dtr)        | Kurdistan (dtr)        | 2 (5)                  |           |               |                 |                 |                 |  |
|  |                        |                        |                        |           |               |                 |                 |                 |  |
|  |                        |                        |                        |           |               | Abcasia         | Abcasia         | 0               |  |
|  |                        |                        |                        |           |               | Abcasia         | Abcasia         | 0               |  |
|  |                        |                        |                        |           |               | Occitania       | Occitania       | 1               |  |

#### Torneo 9º posto
|  | Semifinali 9º-12º posto | Semifinali 9º-12º posto | Semifinali 9º-12º posto |                  |          | Finale 9º posto  | Finale 9º posto  | Finale 9º posto  |  |
|  |                         |                         |                         |                  |          |                  |                  |                  |  |
|  | Tamil Eelam             | Tamil Eelam             | 2                       |                  |          |                  |                  |                  |  |
|  | Tamil Eelam             | Tamil Eelam             | 2                       |                  |          |                  |                  |                  |  |
|  | Lapponia                | Lapponia                | 4                       |                  |          |                  |                  |                  |  |
|  | Lapponia                | Lapponia                | 4                       |                  | Lapponia | Lapponia         | 1                |                  |  |
|  |                         |                         |                         |                  | Lapponia | Lapponia         | 1                |                  |  |
|  |                         |                         | Nagorno Karabakh        | Nagorno Karabakh | 5        |                  |                  |                  |  |
|  | Darfur                  | Darfur                  | Nagorno Karabakh        | Nagorno Karabakh | 5        | 0                |                  |                  |  |
|  | Darfur                  | Darfur                  |                         |                  |          | 0                |                  |                  |  |
|  | Nagorno Karabakh        | Nagorno Karabakh        | 12                      |                  |          | Finale 11º posto | Finale 11º posto | Finale 11º posto |  |
|  | Nagorno Karabakh        | Nagorno Karabakh        | 12                      |                  |          |                  |                  |                  |  |
|  |                         |                         |                         |                  |          |                  |                  |                  |  |
|  |                         |                         |                         |                  |          | Tamil Eelam      | Tamil Eelam      | 10               |  |
|  |                         |                         |                         |                  |          | Tamil Eelam      | Tamil Eelam      | 10               |  |
|  |                         |                         |                         |                  |          | Darfur           | Darfur           | 0                |  |

## Classifica finale
| Pos | Gr | Squadra          | G | V | N | P | GF | GS | DG  |
| --- | -- | ---------------- | - | - | - | - | -- | -- | --- |
| 1   | D  | Contea di Nizza  | 5 | 3 | 1 | 1 | 8  | 5  | +3  |
| 2   | D  | Ellan Vannin     | 5 | 3 | 2 | 0 | 12 | 6  | +6  |
| 3   | A  | Aramea           | 5 | 3 | 1 | 1 | 9  | 6  | +3  |
| 4   | C  | Ossezia del Sud  | 5 | 1 | 1 | 3 | 21 | 10 | +11 |
|     |    |                  |   |   |   |   |    |    |     |
| 5   | C  | Padania          | 5 | 2 | 2 | 1 | 28 | 7  | +21 |
| 6   | A  | Kurdistan        | 5 | 1 | 3 | 1 | 14 | 6  | +8  |
| 7   | B  | Occitania        | 5 | 2 | 3 | 0 | 5  | 3  | +2  |
| 8   | B  | Abcasia          | 5 | 1 | 3 | 1 | 6  | 6  | 0   |
|     |    |                  |   |   |   |   |    |    |     |
| 9   | D  | Nagorno Karabakh | 4 | 2 | 0 | 2 | 19 | 5  | +14 |
| 10  | B  | Lapponia         | 4 | 1 | 0 | 3 | 6  | 10 | −4  |
| 11  | A  | Tamil Eelam      | 4 | 1 | 0 | 3 | 12 | 15 | −3  |
| 12  | C  | Darfur           | 4 | 0 | 0 | 4 | 0  | 61 | −61 |